# Napomyza prima
Napomyza prima este o specie de muște din genul Napomyza, familia Agromyzidae, descrisă de Zlobin în anul 2001.
Este endemică în Nepal. Conform Catalogue of Life specia Napomyza prima nu are subspecii cunoscute.